# Чигринський дівочий монастир (Шевченко)
Чигринський дівочий монастир — малюнок Тараса Шевченка з альбому 1845 року (зворот 11-го аркуша), виконаний у квітні—жовтні 1845 року. Справа внизу чорнилом напис рукою Шевченка: Чигринскій Монастирь || Дивичій.
В літературі зустрічається під назвою «Монастырь в Чигирине. 1844». В книзі С. Є. Раєвського «Художник Тарас Шевченко» цей малюнок помилково датований 1846 роком.